# Љубуча
Љубуча је насељено место у Босни и Херцеговини у општини Коњиц у Херцеговачко-неретванском кантону које административно припада Федерацији Босне и Херцеговине. Према попису становништва из 1991. у насељу је живјело 86 становника.

## Становништво
По последњем службеном попису становништва из 1991. године, у насељу Љубуча живело је 86 становника. Већина становника су били Муслимани.
| Националност       | 1991.       | 1981. | 1971. |
| Муслимани          | 72 (83,72%) |       |       |
| Хрвати             | 12 (13,95%) |       |       |
| остали и непознато | 2 (2,33%)   |       |       |
| Укупно             | 86          |       |       |